# Gudersleben

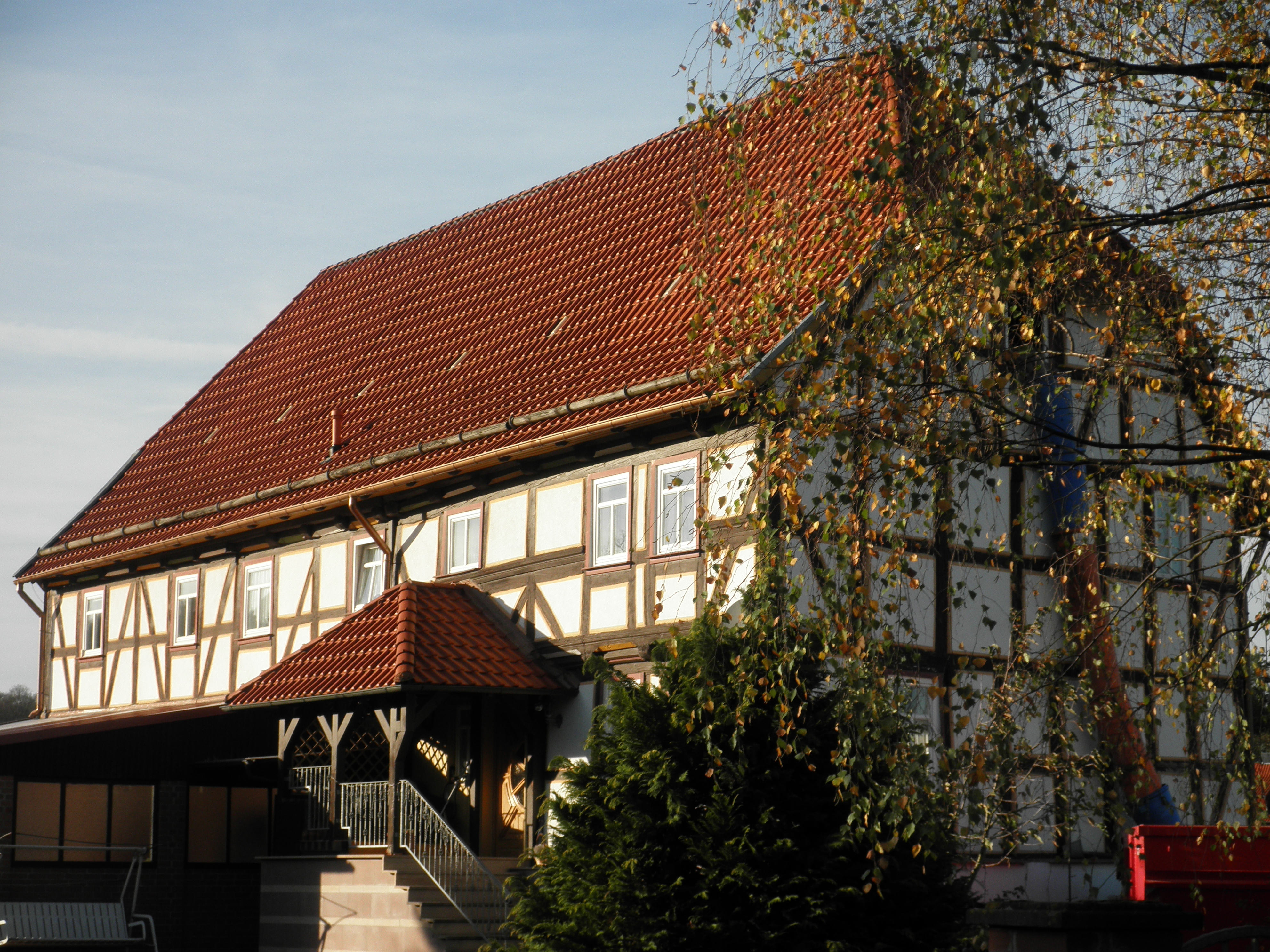
Gutshaus in Gudersleben

Gudersleben ist ein Ortsteil der Stadt Ellrich im Landkreis Nordhausen in Thüringen.

## Lage
Gudersleben liegt an der Wieda, im südlichen Harzvorland direkt am Fuß der Südabdachung des Harzes. Seine üblichen Karsterscheinungen bereiten den Landwirten wegen der Grundwasserferne der ackerbaulich genutzten Böden Probleme. Für den Tourismus ist die Karstlandschaft ein Reiseziel. Zu Gudersleben gehört die im Tal des Lochmühlengrabens gelegene ehemalige Mühle und heutiger Bauernhof, die Lochmühle.
Zur Etymologie von -leben siehe hier.

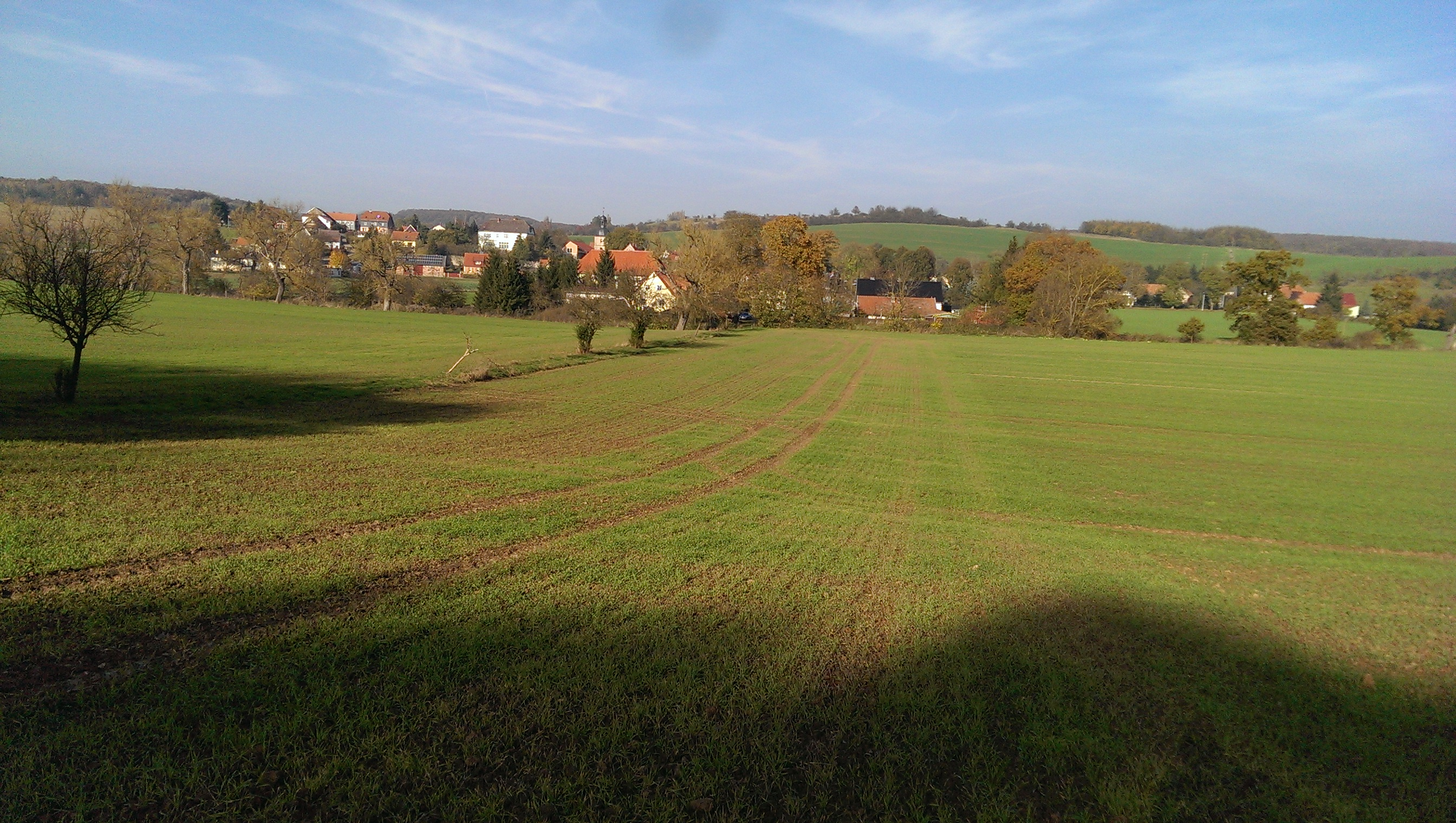
Gudersleben aus südlicher Richtung gesehen.

## Geschichte
Am 16. September 929 ließ König Heinrich I. in Quedlinburg eine Urkunde ausstellen, mit der er seiner Gemahlin Mathilde auch Nordhausen als Witwengut anwies. Schon 927 hatte er ihr den Zins von Woffleben und Gudersleben geschenkt. So wird in der Urkunde aus dem Jahr 927 neben der späteren Reichsstadt Nordhausen und anderen Orten auch Woffleben und Gudersleben erstmals erwähnt. In der Chronik der Gemeinde wird ohne Literaturangabe auf diese Ersterwähnung von 927 hingewiesen. Wolfgang Kahl vermutet die urkundliche Ersterwähnung des Dorfes bereits 822–842.
Ein altes Lehnsregister (im Pfarrarchiv) des Dorfes Salza bei Nordhausen aus dem 16. Jahrhundert, weist alt bestehende Dienstverpflichtungen zahlreicher Guderslebener Einwohner gegenüber dem Gut Salza aus. Diesen Verpflichtungen kamen zu jener Zeit die Guderslebener schon nicht mehr nach. Salza ist als Dorf erstmals am 15. September 802 erwähnt.

## Ortsbürgermeister
Seit 2019 ist Norbert König von der Bürgerbewegung Ellrich Ortsbürgermeister von Gudersleben. Er wurde zuletzt 2024 mit 92,6 Prozent der Stimmen im Amt bestätigt.

## Verkehr
Die Landesstraße 1039 ist Hauptstraße des Dorfes. Hinzu kommt die Landesstraße 2067, die Wofflebener Straße genannt wird. Die Buslinien 241 und 251 verbinden den Ort am Morgen und Nachmittag etwa stündlich mit dem Kernort Ellrich, dem Ortsteil Woffleben und Nordhausen. Der nächste Anschluss ans Schienennetz ist der 2,5 km östlich gelegene Haltepunkt Woffleben an der Südharzstrecke.

## Kultur und Sehenswürdigkeiten
- Die evangelische Filialkirche St. Vitus ist eine schlichte, barocke Saalkirche aus Bruchsteinen mit eingezogenem, quadratischem Westturm. Dieser trägt eine welsche Haube. Das Gebäude wurde im 17. Jahrhundert errichtet. Im Inneren ist eine einfache Holztonne und ein Kanzelaltar aus dem 18. Jahrhundert. Die Glocken sind von 1476 und 1559.[6]
- Im Ort steht ein ehemaliges Gutshaus aus der Mitte des 18. Jahrhunderts. Dabei handelt es sich um einen zweigeschossigen Fachwerkbau mit hohem Bruchsteinsockel und Krüppelwalmdach. Die Fachwerkkonstruktion enthält Kopf- und Fußstreben, ein leicht vorkragendes Obergeschoss und gekehlte Füllhölzer. Im Inneren befindet sich ein tonnengewölbter Keller, im angrenzenden Garten eine hohe Bruchsteinmauer.[6]

## Persönlichkeiten
- Heinz Müller-Jung (1918–1986), Maler und Restaurator